# Чешская котловина
Чешская котловина (устар. «Богемская котловина»; чеш. Česká kotlina) — условное название внутренних областей Чешского массива. Расположена на территории Богемии — западной части Чешской Республики. Состоит из низменностей, разделённых низкогорными массивами. Отделена от Моравии Чешско-Моравской возвышенностью.
Чешская котловина представляет собой тектоническую впадину с разнообразным устройством поверхности, на которой часто перемежаются пониженные и возвышенные участки. Понижения образуют подкрушногорские Мостецкая, Соколовская и Хебская котловины, Полабская равнина, Пльзеньский, Тршебоньский и Ческе-Будеёвицкий бассейны на юге Чехии. Участки высоких террас лабской долины, покрытые лёссом представляют овражистую местность Чешского массива. Поднятия образуют Среднечешскую возвышенность, разбитую на отдельные сопки, и круто поднимающуюся возвышенность Брди. В целом местность холмиста, имеет наклон с юга (400—500 м) на север (200—400 м). К Полабской равнине (к месту впадения Влтавы в Лабу) стекают все крупные реки, орошающие внутренние районы Чешского массива. Полабская равнина является и средоточием дорог, проложенных по долинам этих рек. В центре Чешского массива расположена Прага.